# Vĩnh Hội Đông
Vĩnh Hội Đông là một xã cũ thuộc huyện An Phú, tỉnh An Giang, Việt Nam.

## Địa lý
Xã Vĩnh Hội Đông nằm ở phía tây nam huyện An Phú, có vị trí địa lý:
- Phía đông giáp các thị trấn An Phú và Đa Phước
- Phía tây giáp Campuchia
- Phía nam giáp thành phố Châu Đốc và Campuchia
- Phía bắc giáp xã Phú Hội.

Xã có diện tích 7,79 km², dân số năm 2019 là 10.092 người, mật độ dân số đạt 1.296 người/km².

## Hành chính

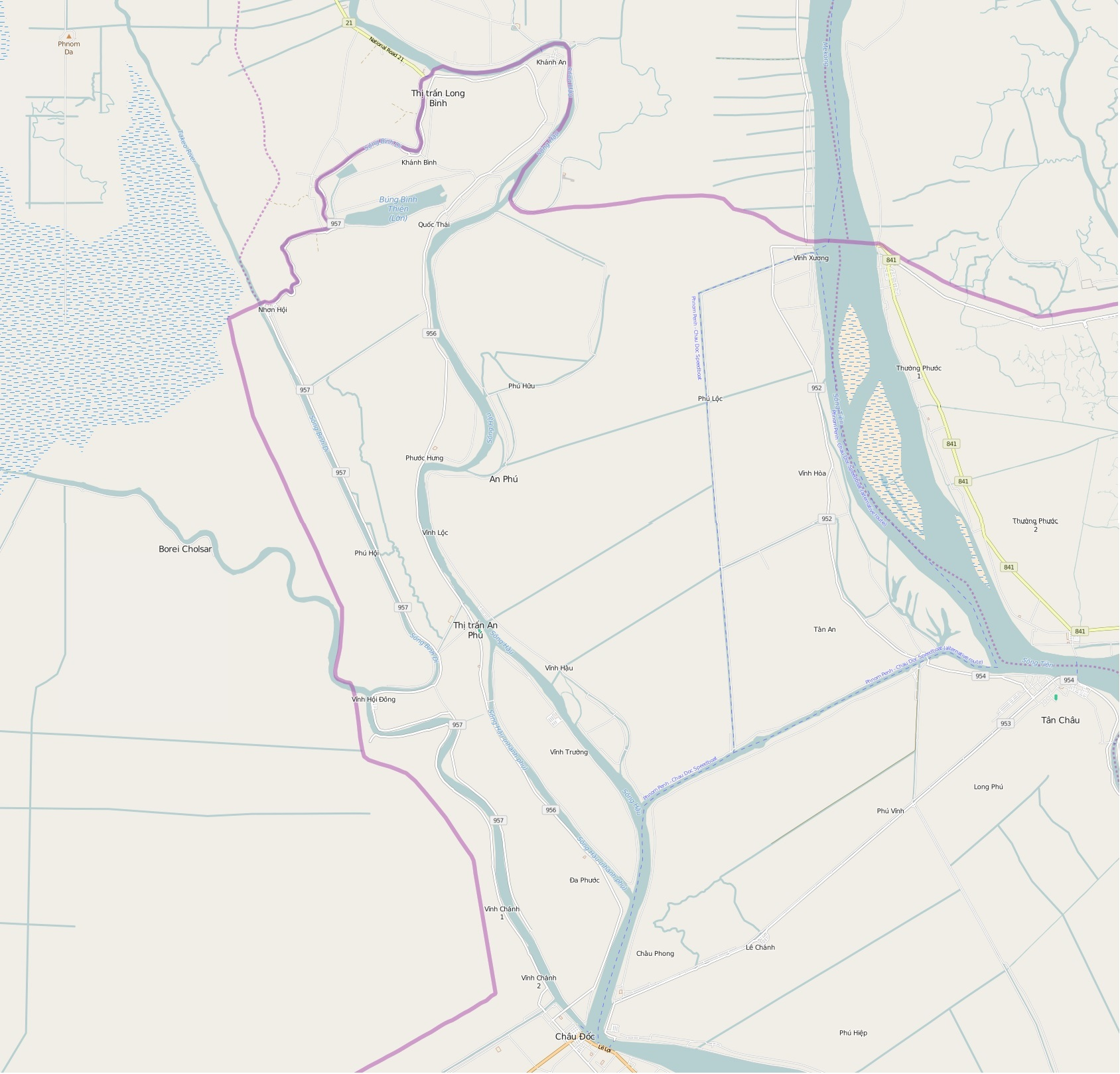
Bản đồ huyện An Phú tỉnh An Giang. Xã Vĩnh Hội Đông nằm phía Tây Nam.

Xã Vĩnh Hội Đông gồm bốn ấp: Vĩnh Phú, Vĩnh Hội, Vĩnh Hòa, Vĩnh An.

## Giáo dục - Y tế
Xã gồm 1 trường THCS là trường THCS Vĩnh Hội Đông, và 2 trường tiểu học là trường tiểu học "A" Vĩnh Hội Đông và trường tiểu học "B" Vĩnh Hội Đông.
Xã có trạm y tế là trạm y tế xã Vĩnh Hội Đông. Hoạt động của trạm y tế vừa có cấp phát thuốc tây y vừa hốt thuốc nam phục vụ nhân dân.

## Kinh tế
Vĩnh Hội Đông có thế mạnh về nuôi trồng và khai thác thủy sản. Cửa khẩu quốc tế Vĩnh Hội Đông là một trong các cửa khẩu biên giới lớn ở tỉnh An Giang.

## Giao thông
Giao thông của xã đa phần đã được nhựa hóa, tuy nhiên, một phần đất của xã Vĩnh Hội Đông phải qua lại bằng đò ngang, gây khó khăn cho học sinh và người dân khi cần đi lại.

## Tôn giáo
Người dân theo đạo Phật, đạo Cao Đài, đạo Hòa Hảo.